# Бубновка (Волочисский район)
Бу́бновка (укр. Бубнівка) — село в Волочисском районе Хмельницкой области Украины.
Население по переписи 2001 года составляло 1099 человек. Почтовый индекс — 31235. Телефонный код — 3845. Занимает площадь 4,67 км². Код КОАТУУ — 6820981501.

## Местный совет
31235, Хмельницкая обл., Волочисский р-н, с. Бубновка